# Gransjön (Åsbo socken, Östergötland)
Gransjön är en sjö i Boxholms kommun i Östergötland och ingår i Motala ströms huvudavrinningsområde. Sjön har en area på 0,0781 kvadratkilometer och ligger 141,2 meter över havet.

## Delavrinningsområde
Gransjön ingår i det delavrinningsområde (644609-146486) som SMHI kallar för Utloppet av Öjaren. Medelhöjden är 160 meter över havet och ytan är 15,87 kvadratkilometer. Det finns ett avrinningsområde uppströms, och räknas det in blir den ackumulerade arean 36,96 kvadratkilometer. Vattendraget som avvattnar avrinningsområdet har biflödesordning 4, vilket innebär att vattnet flödar genom totalt 4 vattendrag innan det når havet efter 142 kilometer. Avrinningsområdet består mestadels av skog (81 procent). Avrinningsområdet har 1,95 kvadratkilometer vattenytor vilket ger det en sjöprocent på 12,3 procent.